# 异头小煤炱
异头小煤炱（学名：Meliola heterocephala）是属于小煤炱目小煤炱科小煤炱属的一种真菌，寄生在山蚂蝗属植物上。该种分布于台湾、菲律宾。